# 欧洲山芥
欧洲山芥（学名：Barbarea vulgaris）为十字花科山芥属下的一个种。

## 特徵
歐洲山芥中包含的化學物質有皂素、類黃酮和芥子油苷。

## 病蟲害抵禦
歐洲山芥可以抵抗大多數十字花科害蟲（例如小菜蛾），其抗性來源自所含的皂素。芥子油甙則可以吸引一些昆蟲，因此會被種在農田周圍，以免這些昆蟲危害農作物。

## 扩展阅读
- 維基物種上的相關：欧洲山芥